# Жорж Грюн
Жорж Серж Грюн (Georges Serge Grün, *25 січня 1962, Еттербек, Бельгія) — колишній бельгійський футболіст, захисник. По завершенні ігрової кар'єри — футбольний оглядач на телебаченні.
Чотириразовий чемпіон Бельгії, володар Кубка УЄФА 1983 року та Кубка Кубків УЄФА 1993 року. У складі збірної Бельгії — учасник декількох чемпіонатів світу та чемпіонату Європи 1984 року.

## Клубна кар'єра
Професійну футбольну кар'єру розпочав 1982 року у складі бельгійського «Андерлехта», який саме перебував на підйомі та був на провідних ролях не лише у бельгійському, але й у європейському футболі. 1983 року команда виграла Кубок УЄФА, у середині 1980-х тричі вигравала чемпіонат Бельгії і двічі — Кубок країни. Виступаючи за «Андерлехт», захисник почав викликатися до складу збірної Бельгії, а згодом його послугами зацікавилися представники італійської «Парми», до якої він перейшов після завершення сезону 1989-90.
У складі «Парми» відіграв чотири сезони, протягом яких став володарем Кубка Італії 1992 року та Кубка Кубків УЄФА 1993 року.
1994 року досвідчений захисник повернувся до «Андерлехта», у якомі провів два сезони, вигравши ще один чемпіонський титул в сезоні 1994-95.
Завершив ігрову кар'єру в сезоні 1996-97 у складі італійської команди «Реджана», яка того року учергове вийшла до елітного дивізіону чемпіонату Італії, однак за результатами сезону зайняла останнє місце у турнірній таблиці і знову вибула ло Серії B.

## Виступи за збірну
У складі збірної Бельгії дебютував 13 червня 1984 року у грі проти збірної Югославії в рамках групового турніру фінальної частини чемпіонату Європи. У своїй дебютній грі, яка завершилася перемогою бельгійців 2:0, відзначився забитим голом. 
В рамках відбіркового турніру до чемпіонату світу 1986 путівка до фінального етапу змагання розігрувалася у матчах плей-оф між збірними Бельгії та Нідерландів, і бельгійці вийшли переможцями цього двобою завдяки голу, забитому Грюном на полі суперника. Безпосередньо на чемпіонаті світу бельгійці зайняли достойне 4-е місце.
Пізніше Грюн був учасником ще двох світових першостей у складі збірної Бельгії — чемпіонату світу 1990 в Італії та чемпіонату світу 1994 у США.
За свою 12-річну кар'єру виступів за збірну Бельгії провів у її складі 77 матчів, що є одним з найкращих показників серед гравців національної команди, відзначився 6 забитими голами.

## Титули і досягнення
- «Андерлехт»
  - Володар Кубка УЄФА: 1983
  - Чемпіон Бельгії (4): 1985, 1986, 1987, 1995
  - Володар Кубка Бельгії (2): 1988, 1989
  - Володар Суперкубка Бельгії (3): 1985, 1987, 1995
- «Парма»
  - Володар Кубка Кубків УЄФА: 1993
  - Володар Суперкубка УЄФА: 1993
  - Володар Кубка Італії: 1992